# Storia di Grazzanise
Grazzanise, anticamente detto Asilo delle Grazie: nome dato dagli antichi romani all'odierno maggior centro abitato dei Mazzoni. Tale antichissima origine si ritrova nella vita del Comune che ha le Tre Grazie non solo nello stemma, ma con il loro nome anche fra le vie antiche del paese: via Tre Grazie, via Eufrosina, via Talia, via Aglaia. Probabilmente qui sorgeva un tempio dedicato a Venere in cui si veneravano anche le Grazie.
Localmente chiamato razzanìse, il toponimo è attestato in RDCamp. (Capua) aa. 1308-1310 «Presbiter Petrus de Gracchanisio» n. 2475, a. 1326 «ecclesie S. Johannis de Grancennisio» n. 2603, a. 1327 «A notario Petro de Graczanisio» n. 2760; deriva dall'antroponimo latino Gratianus con il suffisso di appartenenza -ènsis.
Della sua nascita le cose certe sono che al tempo dei romani il fiume Volturno era navigabile e le barche risalivano il fiume per approvvigionare Capua antica, sbarcando i loro prodotti nel porto di Casilinum (Capua moderna), fra la foce dove vi era il porto di Volturnum (Castel Volturno) e Casilinum, avevano degli attracchi intermedi per riposarsi e rifocillarsi e uno di queste stava a Grazzanise, sulla sponda nord.
Altra cosa certa è che la zona era ed è soggetta ad esondazioni del fiume, e per questo le colonie o ville e altre vestigia romane non sono presenti a sud del fiume. Da Capua moderna a Castelvolturno la zona doveva essere un luogo poco abitabile per le paludi: era un luogo geografico e di passaggio o di rifugio momentaneo. A conferma di questo si possono analizzare le sei piene del XX secolo: 1915, 1935, 1949, 1952, 1968; una in media ogni 17 anni, con gli argini già costruiti (tranne nella prima). Senza gli argini si dovrebbe aumentarne la frequenza presunta di un 50% e, dato che ai tempi dei romani il fiume aveva una maggiore portata di acqua che consentiva la navigazione, si deve presumere una frequenza anche più ricorrente. Questo faceva sì che nessuno potesse creare un insediamento stabile.
A nord del territorio comunale (riva destra del Volturno) sorge la località Brezza che significherebbe breccia o zona lastricata. Questo noms indica la presenza di una strada, l'Appia: infatti la strada Brezza-Capua ricalca il tracciato dell'Appia antica (larga fra 4,10 e 4,20 m con marciapiedi di 1-1,10  m ai lati) nel tratto che collegava Casilinum a Sinuessa (Mondragone) e i vari siti romani di questo tratto, che vanno da quello a Torre Frascale a quelli vicino Capua località "aeroporto".
Si pensa che, sulla base dei resti e delle notizie storiche, nell'attuale centro storico di Brezza vi fosse una villa romana in uso fino al IV secolo d.C. nelle cui vicinanze correva una strada lastricata, andata persa nel dopoguerra.
Il fiume rivela poi, quando è in secca, grossi blocchi in calcare, riferibili forse ad una strada basolata; inoltre c'era fra l'ansa del fiume e la chiesa di S. Martino una lunga galleria est-ovest caratterizzata da struttura in opera reticolata e nicchie, andate perse.

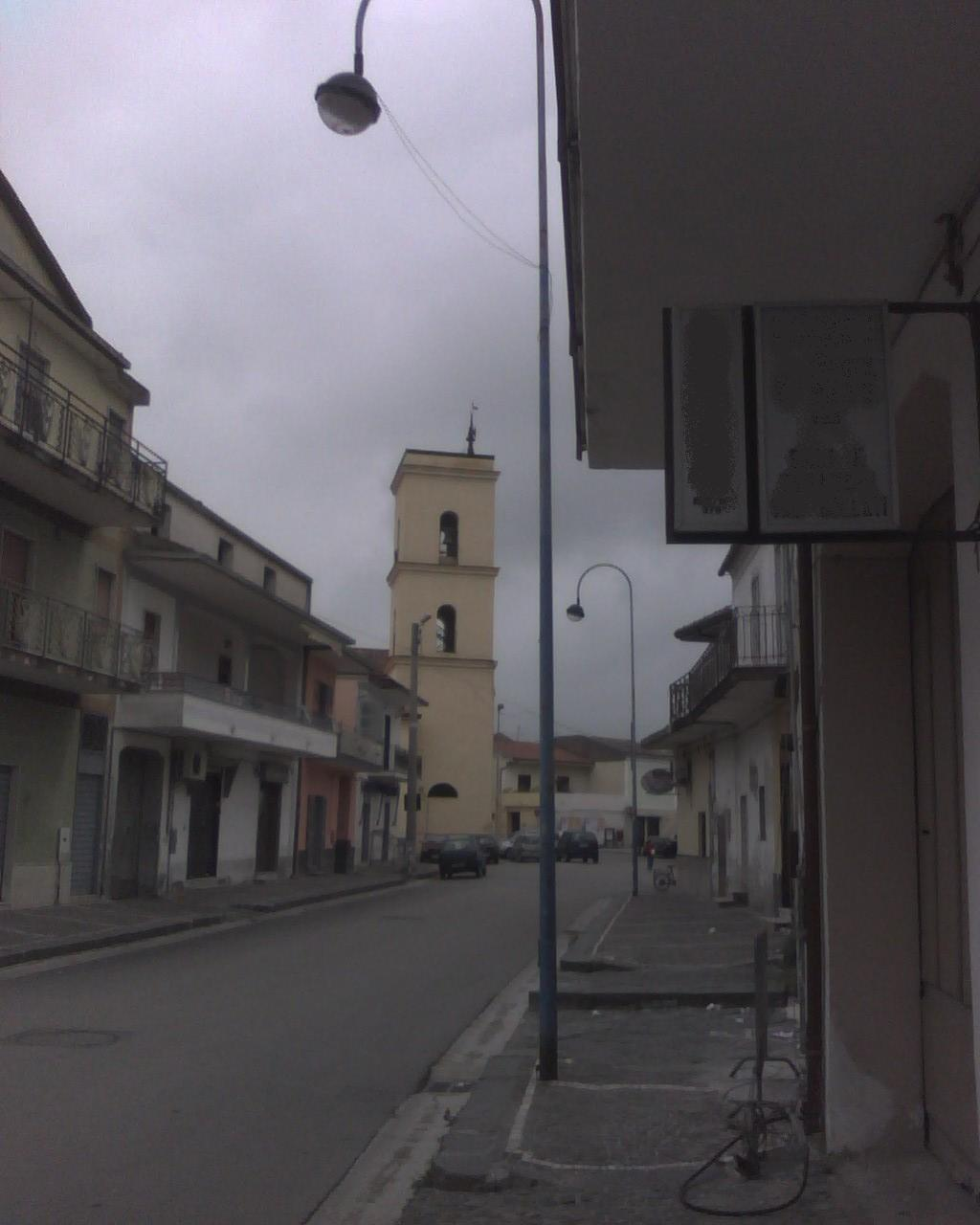
Chiesa Madre Di San Giovanni Battista

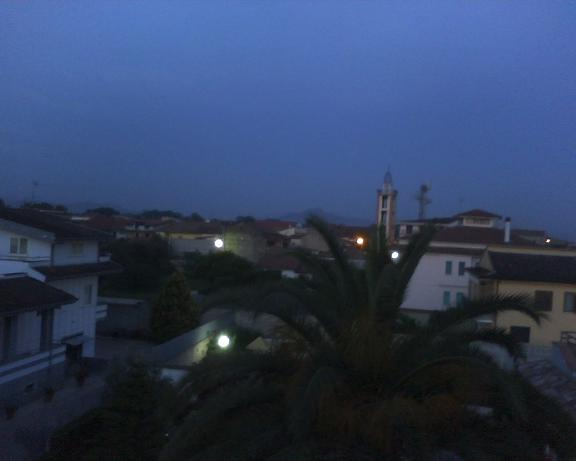
Grazzanise di notte

## I secolo a.c.
I romani chiamano «campo stellato» la zona delimitata dal mare ad ovest, dall'Appia a nord (tratto Sinuessa-Casilinum), dalla via Latina a est, mentre a sud "al di là del Volturno".
Cicerone, in un'orazione contro la legge agraria di Rullo, suggerisce di assegnare ai coloni più iugeri (2520 m²) nel campo stellato rispetto al campo campano, perché esso presentava delle terre paludose e fangose, assai poco atte alla coltura.
Era definito campo stellato perché di sera le stelle si rispecchiavano negli acquitrini ed era famoso anche per la bontà della verdura dei suoi prati.

## VI secolo d.c.
A Brezza vi era una stazione della via Appia che si chiamava Ad Nonum ("a nove miglia [da Capua]"); re Teodorico fece ristrutturare l'Appia dopo un periodo di abbandono per la caduta dell'Impero romano d'Occidente, dall'ex prefetto di Roma, Decio Cecina Mavorzio Basilio.
Sull'Appia, fra Sinuessa e Capua (antica) c'erano altre stazioni e molte di queste coincidevano con delle città: Sinuessa(Mondragone), Ad Pontem Campanum (San Ferdinando-ponte sul fiume Savo), Urbana (Torre degli schiavi), Ad Octavum (San Clemente-Torre Frascale), Casilinum (porto fluviale), Capua (Capua antica).

## VII e VIII secolo d.c.
Fra il 500 ed il 700 si ebbe una piccola età glaciale altomedioevale: si nota un massiccio accumularsi di sedimenti alluvionali, tali da stravolgere il paesaggio, al punto che il tracciato dell'Appia si trova in località Barrata (ad est di Sant'Aniello) a oltre 5 m di profondità, mentre verso Casilinum in località Frascariello a 2,50 m.

## XI secolo
Fra il X e l'XI secolo è probabile, da parte dei saraceni, l'introduzione nell'Italia meridionale dei bufali provenienti dal Nord Africa (Egitto); in Terra di Lavoro arrivarono fra l'XI e il XII secolo con i Normanni. Come testimonia una cronaca del XII secolo, i monaci del monastero di S. Lorenzo ad septimum, alle porte di Aversa, usavano offrire, per la festa del santo patrono, una "mozza" (o "provatura") accompagnata da un pezzo di pane.

## XII secolo
Nella bolla del 1174 di papa Alessandro III all'arcivescovo di Capua Alfano di Camerota (1158-1180), vengono determinati i confini della diocesi di Capua: "In loco Arnonae ecclesiam… In loco Grazzanisi ecclesiam s. Joannis, ecclesiam S. Mariae, et ecclesiam S. Nicolai".
Alfano di Camerota era anche consigliere di Guglielmo II il Buono, re di Sicilia, e per i suoi servigi ricevette dal re molti benefici. È quindi probabile che sia di questo periodo il diritto feudale della chiesa di Capua sul casale di "Grazzanisi".

## XIII secolo
In Italia si ebbe un incremento demografico, molte terre furono strappate a foresta e paludi e messe a coltura.
Con la bolla del 1208 al vescovo Rainaldo di Capua, papa Innocenzo III ribadì la giurisdizione della diocesi capuana: "In loco Grazanensi, ecclesiam sancti Iohannis, ecclesiam sanctae Marie et ecclesiam sancti Maximillaui et ecclesiam sancti Nicolai.".
Nel 1220 Federico II di Svevia divenne imperatore del Sacro Romano Impero Germanico; uno dei suoi precettori era il vescovo di Capua.
Nel 1234, in una pergamena sveva di Capua si menziona una località «Graczano».
Nel 1268, con la caduta degli svevi, ha inizio il regno Angioino.
Sul finire di questo secolo a Grazzanise comparvero le prime abitazioni per i vassalli che si occupavano delle tenute dei signori feudatari di Capua; alcuni si occupavano della produzione agricola da rivendere, altri venivano spostati da una tenuta all'altra di proprietà del signore (Arnone, Grazzanise, Cardito, Capua, Santa Maria Maggiore, Morrone, Conca, Alvignano).
Questi vassalli mettevano su anche famiglia, nel casale, e dovevano tutto al feudatario; quando per vicende politiche il casale cambiava signore, loro seguivano il destino del casale, essendone parte integrante; la consistenza era di poche decine di persone all'inizio.

## XIV secolo
Nel 1303 la Mensa capuana diede in concessione enfiteutica a Bartolomeo di Capua il territorio contiguo di Arnone e Grazzanise: territorium casalis arnonis, et territorium casalis Graczanisii. Si produceva: fieno, che si vendeva ad Aversa e che rappresentava la maggiore entrata, grano, legumi, orzo, fave, vacche, cavalli, maiali, capre, pesci dal Volturno.
Nel XIV secolo nel Rationes Decimarum ricordano il paese di Brezza menzionando la capella Sancte Mariae de Britia, la chiesa di S. Martini De Brecia e de Villa Britiae.
Nel 1387 un tale Marcutius Luce di Grazzanise donò un pezzo di terra alla chiesa di S. Leonardo de Caraczulis di Capua, per essere liberato dal carcere.
Ci dovevano essere varie fattorie di signori di Capua di Aversa o Napoli, anche in affitto, erano distanti anche vari chilometri l'una dall'altra, con una massa di persone che ci lavoravano: per mietere il fieno, grano per allevare buoi, oche, maiali e cavalli. Una parte delle persone era fissa, un'altra stagionale, ma lo stesso dimorava nella fattoria nel periodo d'impiego.
Queste fattorie erano date in eredità o in dote ai figli, quindi ad esempio la famiglia di Raimondo di Capua al momento del matrimonio dava il proprio casale di Grazzanise in dote al figlio; questo dopo qualche anno si costruiva la sua casa vicino alla tenuta, ma anche vicino alla chiesa già costruita, che fungeva da crocevia per incontri periodici, poi con l'arrivo di qualche artigiano, era nato il paese; per funzioni sociali e amministrative facevano riferimento a Capua.

## XV secolo

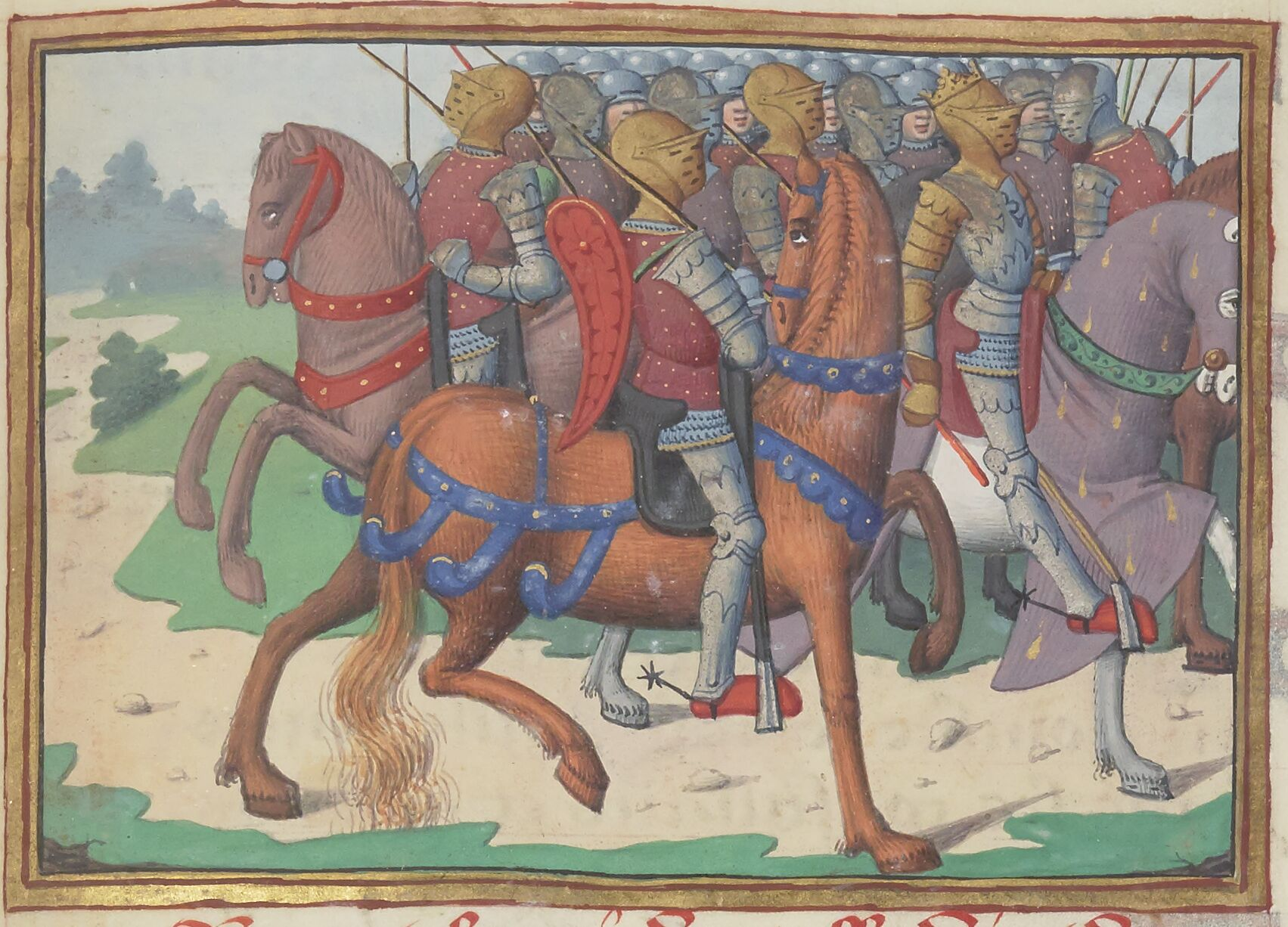
Renato D'Angio

Michele Attendolo, condottiero di ventura di parte angioina, cugino di Muzio Attendolo Sforza, nella sua azione per conquistare Capua assediandola, si accampa a Grazzanise il 30 e 31 luglio costruendo un ponte sul Volturno e si pone su un lato della città, mentre Jacopo Caldora si colloca sul fronte opposto l'11 e 12 agosto 1435.
È datata 6 febbraio 1461 una lettera di Antonio da Trezzo, ambasciatore milanese da Grazzanise al duca Francesco Sforza: egli seguiva l'esercito aragonese nei suoi spostamenti..

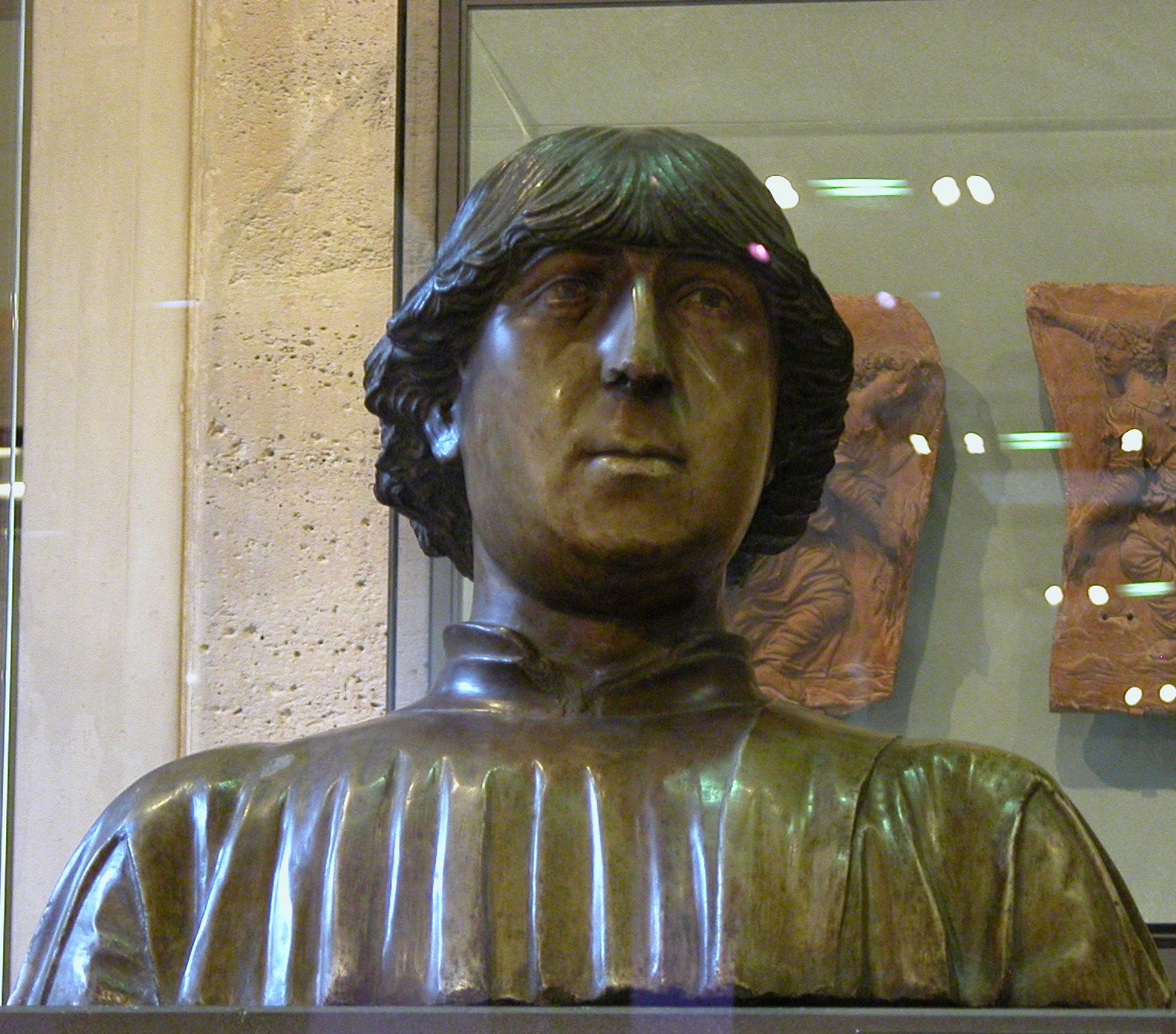
Ferdinando I

L'8 febbraio 1461 re Ferdinando I di Napoli (regno 1458-1494) re di Napoli, dopo essere stato sconfitto dagli Angioini a Sarno il 7 luglio 1460, fuggito verso Napoli, si accampò a Grazzanise, poi da lì si spostò ad Acerra.
È di questo periodo la denominazione "Mazzone" cioè Mazzone delle rose: essendo il territorio ricco di rose, "Mazzone" sarebbe la trasformazione delle parole Massa,  Maison o Mansum.

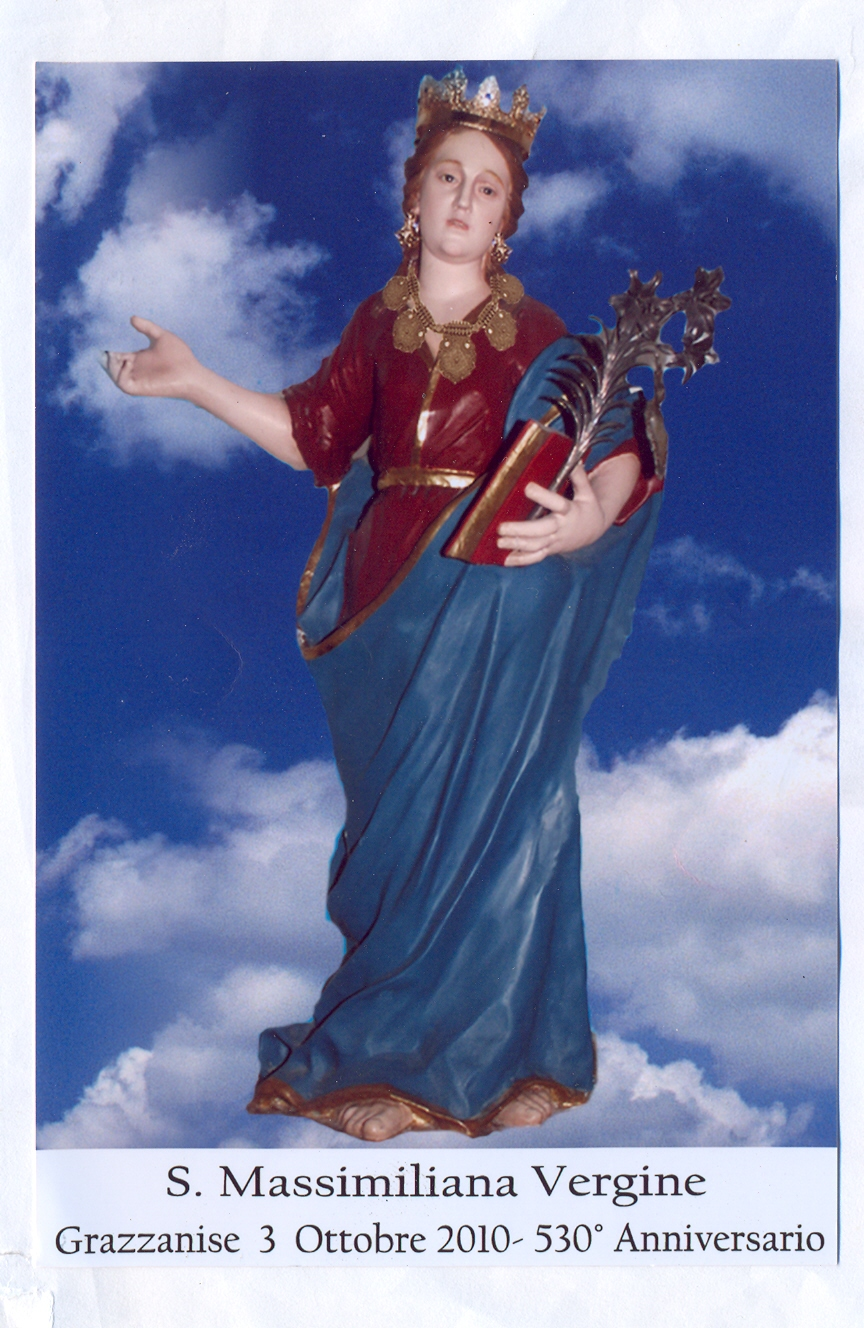
Santa Massimiliana Bona, eremita

Nel 1480, durante il regno di Re Ferrante, il paese visse un periodo di crescita. A conferma di ciò, gli annali di Grazzanise raccontano che la particolare benevolenza del sovrano verso il paese fu dovuta anche al miracolo di Santa Massimiliana Bona, una ragazza che viveva da eremita nel bosco nei pressi del paese e molto religiosa. Re Ferdinando I era solito venire a caccia nel bosco dove la ragazza viveva ed un giorno non riuscì a catturare un grosso cinghiale, ma la ragazza, secondo la leggenda, accortasi del desiderio del re, con l'aiuto della preghiera riuscì nella cattura del pericolosissimo cinghiale, terrore del paese. Il re le donò alla ragazza quanto terreno fosse riuscita a circondare col suo rocchetto di filo e il boschetto dove aveva catturato il cinghiale. Questo episodio è affrescato nelle chiese parrocchiali.

## XVI secolo
Il regno di Napoli era governato da un viceré spagnolo che aveva nelle sue mani tutti i poteri civili e militari.

Nel 1525 è parroco della chiesa madre di san Giovanni tal Guglielmo Milioli da Capua. Nel marzo 1531 si verifica una piena del Volturno.

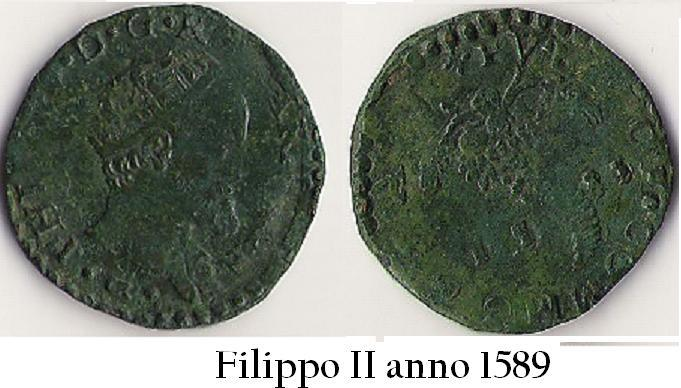
Monete di Filippo II

## XVII secolo
Ai primi del Seicento, il casale di Grazzanise risulta di proprietà della Mensa arcivescovile di Capua.
Nel 1616 vengono costruiti i Regi Lagni sotto il Filippo III di Spagna (regno 1598-1621), il viceré Pedro Fernández de Castro diede l'incarico a Domenico Fontana di progettarli e realizzarli: il tratto di Grazzanise si chiama "canale fiumarella", è di 10 km e va dal Voltuno al Clanio.
Nel 1628 il principe di S. Agata Cesare Firrao (1600?-1651?) sposa in seconde nozze Maria Caracciolo, figlia del mastro di campo, generale don Tomaso. Da questo matrimonio nasce la sua fortuna, infatti gli sarà dato l'ufficio di portulano (addetto all'edilizia, strade, acqua) e montiero maggiore (addetto alle cacce reali) di Napoli, che comprendeva la signoria di Guazaniti, Gragnano e Cancello Arnone, casali posti nelle vicinanze di Napoli.
Nel 1638 Cesare Firrao vende il titolo di Montiero Maggiore allo spagnolo Giovanni Zavollas.

### La rivolta di Masaniello
Fra 1647 e il 1648 si ebbe la rivolta napoletana di Masaniello, Giulio Genoino, Gennaro Annese ed Enrico II duca di Guisa; iniziò come rivolta popolare contro il viceré spagnolo Rodrigo Ponce de León, duca d'Arcos, per le troppe imposte, ma poi si inquadrò all'interno della guerra dei trent'anni fra Francia e Spagna. Una battaglia importante si svolse fra Grazzanise e Brezza.
Alla rivolta popolare era succeduta una più generale, con la borghesia, truppe mercenarie e potentati locali appoggiavano il Duca di Guisa. Questi aveva proclamato una sedicente "Reale Repubblica napoletana" solo perché c'erano ancora dei capopopolo potenti come Annese, D'Andrea, Tutini, Mollo e altri che avevano ancora molto seguito a Napoli, i quali volevano un Senato.
I rivoltosi avevano parte di Napoli e Aversa (dal 6 gennaio 1648), Marcianise, Maddaloni, Arienzo, Sant'Agata de' Goti, Santa Maria di Capua, mentre le truppe del viceré spagnolo mantenevano molti castelli intorno a Napoli e le città di Capua, Castellamare al Volturno, Pozzuoli e Gaeta; la tattica di questi ultimi era di tagliare i collegamenti da Napoli verso il retroterra.
Esprit de Raymond de Mormoiron, barone di Modène (francese), dopo aver assicurato i rifornimento di Napoli, pensò di conquistare Capua come chiave del regno: aveva fatto occupare prima Santa Maria di Capua da Mallet, signore di Guienna, con molta facilità. Mallet doveva attaccare dalla riva sud Capua, mentre da nord doveva attaccare il brigante Papone (Domenico Colessa) padrone di Sessa, e anche lui da Aversa doveva convergere su questo obiettivo.
Ad Aversa le truppe erano senza paga da qualche tempo, e il barone di Modéne poteva assicurare loro soltanto il pane e il vino. Spiegò alla truppa che il duca di Guisa non aveva denaro, ma lo aspettava a giorni. Quando la truppa iniziò a lamentarsi, il barone andò a Napoli dal duca di Guisa, gli fece osservare che potendo disporre di denaro avrebbe conquistato tutta "Terra di Lavoro": servivano solo 6.000 scudi per la truppa. Il duca rispose che entro due giorni glieli avrebbe mandati, il barone replicò che i soldi li aveva il suo segretario Fabbrani (romano) nel palazzo; il duca non replicò, ma sorrise e promise che presto il capitano Niccolò Maria Mannara gli avrebbe portato i soldi ad Aversa.
Ad Aversa arrivò dopo qualche giorno il Mannara, che gli spiegò che il denaro non era arrivato per colpa di Agostino Mollo (avvocato, capo rivolta, nominato magistrato nella nuova repubblica).
Il 3 febbraio 1648, appena il barone ritornò ad Aversa, pensò a come conquistare Capua. A questo scopo mandò il maggiore francese Beauregard con 400 uomini ad occupare Grazzanise, promettendogli che lo avrebbe raggiunto una volta che le truppe fossero state pronte. Il maggiore scacciò dal borgo la guarnigione vicereale, composta da 23 cavalieri e 12 fanti con a capo Don Ferdinando (Ferrante) di Montalvos, e chiuse tutte le strade che comunicavano con Capua.
Giunto a conoscenza della mancanza dei fondi promessi per la paga dei soldati, il barone riunì il consiglio di guerra e decise di partire lo stesso per Grazzanise, dove si era fortificato il Beauregard e dove i nemici non lo avevano molestato «quindi non era difficile passare il fiume e impossessarsi di quel ricco paese (Capua) per soddisfare la gloria degli ufficiale e le necessità dei soldati». Si decise di partire entro due giorni ma, al momento di prendere la strada per Grazzanise, la truppa si ammutinò e dovette rientrare ad Aversa. In quel momento arrivò anche il maggiore Beauregard che comunicò al barone la perdita di Grazzanise, spiegando che dopo la conquista si era fortificato in 24 ore. I nemici gli avevano dato l'opportunità di passare il Volturno e si era fortificato tracciando una mezzaluna a Brezza, per tagliare il passaggio ai nemici.
Il 7 febbraio 1648, venerdì, il generale del viceré spagnolo Don Luigi Poderico (milanese) che aveva preso il comando di Capua, aveva mandato Don Prospero Tuttavilla (1600-1661) con 100 fanti che scesero il fiume in feluche, più altre truppe a cavallo che seguirono la riva, ad aggredirlo alle ore due dopo il tramonto. Fu respinto ma una seconda volta a mezzanotte assalì con due squadroni divisi, uno comandato da un sergente spagnolo a destra e l'altro da uno italiano, sotto la supervisione del sergente maggiore Annibale de Notariis, ed i rivoltosi inspiegabilmente si ritirarono verso Grazzanise, ma qualcosa aveva danneggiato le barche, quindi ne fu fatto un'orrenda strage e ne morirono affogati e fatti a pezzi 80 e 37 furono fatti prigionieri.
Intanto dall'altro lato, a Grazzanise, il capitano Carlo Mattuchiovich aveva disposto i croati nel punto dove il fiume forma un'ansa (Funno) a suonare le trombe, così che i ribelli pensassero che stesse arrivando il grosso delle truppe regie e fuggirono disordinatamente per le campagne ad Aversa; nella fuga furono anche aggrediti dai paesani, che ne uccisero e catturarono molti, ai quali il maggiore francese aveva estorto 500 zecchini e trecento doble.
Il Tuttavilla prima di partire da Brezza vi lasciò Giovan Battista Rea, suo sergente maggiore, con un buon numero di soldati e con l'ordine di erigere delle difese. Rientrando a Capua coi prigionieri fu celebrato come il salvatore di Capua e fu abbracciato e baciato pubblicamente dal generale.
Ad Aversa, frattanto, il Barone domandò al maggiore perché avesse abbandonato Grazzanise: nonostante la disgrazia (Brezza), poteva ben mantenerla essendo divisa dal fiume. Il maggiore non rispose, così il barone chiamò Bernardo Spirito e gli ordinò di arrestarlo e processarlo perché aveva passato il fiume senza suo ordine ed aveva abbandonato a Grazzanise la sua truppa, lasciandola alla mercé del nemico; nemico peraltro incoraggiato dal primo successo a passare il fiume e disfarsi anche di quelle a Grazzanise (100 uomini). Il Barone di Modene Esprit de Raymond de Mormoiron, comunicato il fatto al duca di Guisa, gli raccomandò un castigo esemplare ma il Guisa lo graziò e lo mise al comando dell'artiglieria a Napoli. 

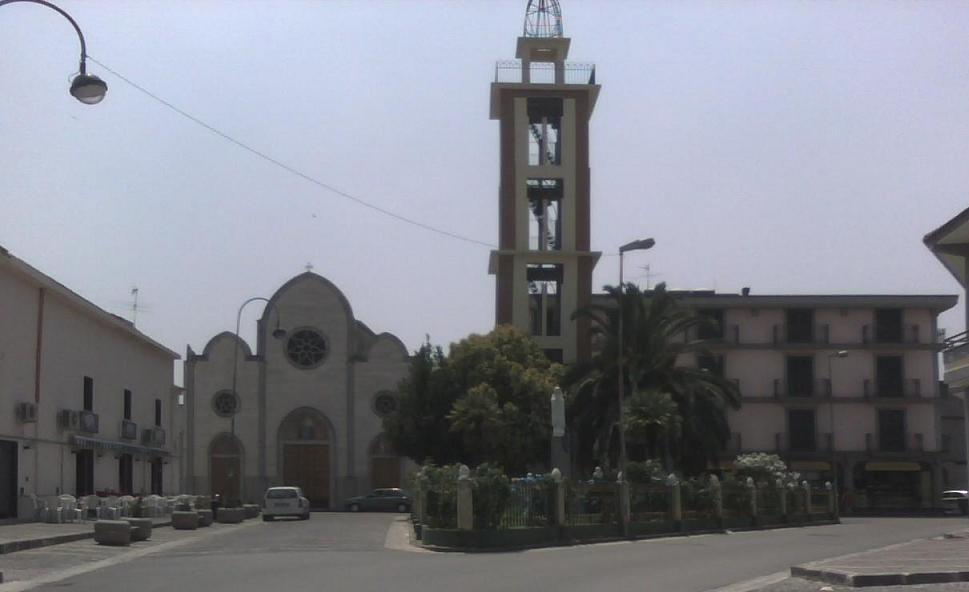
Piazzetta Montevergine

### La colonia Giulia
Nel novembre 1649 fu ritrovata a Torre degli Schiavi una lapide che indica la fondazione di una colonia giulia con questa iscrizione, scolpita a grandi lettere in un'ara rotonda a mo' di collinetta:
ET GENIO. AVGVSTI. CAES

S A C R

COLONIA. IVLIA. FEL. AVGVSTA

PACE. COMPOSITA

DEDICAVIT

IV. KAL. NOVEMBR. Q. FVSIO. ET

P. VATINIO. COSS»

### La peste
Nel 1656 la peste colpì Terra di lavoro uccidendo dal 30% al 40% della popolazione.

### L'omicidio di Don Luca Pratillo
Nella notte del 15 agosto 1666 fu ritrovato morto in strada il cappellano della chiesa della S.S. Annunziata Don Luca Pratillo,  colpito alle spalle da colpi di archibugio. Fu imprigionato nelle carceri della Vicaria di Napoli dal governatore di Capua, conte Legarde, un certo Francesco "Ciccio" Gravante di 23 anni ma l'anno dopo, nel processo celebrato a Capua, fu scagionato.

## XVIII secolo
Nel 1730 fu ricostruita dalle fondamenta la chiesa madre di San Giovanni Battista. In questo periodo il regno di Napoli era amministrato dagli austriaci, con il viceré Aloys Thomas Raimund, conte di Harrach.
Nel 1750 si ebbe una gran piena del Volturno verso la fine di luglio e piogge ininterrotte fra ottobre, novembre e dicembre, tanto che il fiume cambiò corso passando a valle di Capua.
Nel 1751 il casale di Grazzanise risulta ancora di proprietà della Mensa Arcivescovile di Capua.
Nel 1754 fu redatto il catasto onciario di Grazzanise; vi si pagava una tassa per fuoco (a famiglia) di due carlini.
Il periodo dal 1759 al 1764 fu molto critico per il regno di Napoli, sia in città che nelle campagne: iniziò con un'improvvisa siccità, un'ondata di parassiti, e fu aggravato da un aumento demografico. Nel 1761-1763 la produzione agricola scese a zero e nel 1764, per epidemie e fame, morirono migliaia di persone.
Nel 1766 gli abitanti di Grazzanise erano 1201; c'erano due preti che officiano nella chiesa parrocchiale di "S. Giambattista". C'erano tre confraternite: Corpo di Cristo, Santissimo Rosario e Purgatorio.
Nel 1793 uno storico napoletano, Giuseppe Maria Galanti, descrive così gli effetti della proprietà ecclesiastica sulla campagna di Capua: «come il paese è fertilissimo, le chiese ed i monasteri sono oltremodo numerosi e ricchi, e gli abitanti che non sono preti né frati sono miserabili. Vi si attende più ad esser prete che a coltivare le fertile campagne». All'economista Domenico De Gennaro, intendente generale dei "Reali Stati Allodiali"(Regno di Napoli), viene presentata una protesta dai «Sindaci, Eletti, e Cancellieri dell'Università di Arnone», contro la fida accordata sul demanio stesso agli animali degli abitanti di Grazzanise, contro i quali del resto alcuni cittadini di Arnone erano già intervenuti con schioppettate e violenza.
Nel 1796 gli abitanti erano 1198.

## XIX secolo
Il XIX secolo iniziò con una alluvione del Volturno causata da continue piogge iniziate il 15 dicembre del 1799 e prolungatesi sino ai principi di marzo. L'esondazione causò danni all'agricoltura e la morte di molti animali.
Il 14 gennaio 1806 i francesi con Giuseppe Bonaparte occupano Napoli. Il 2 agosto 1806 viene promulgata la legge napoleonica che abolisce la feudalità.
In seguito all'abolizione della feudalità si procedette alla ripartizione delle terre demaniali cioè di tutti i territori colti e incolti, chiunque ne fosse il proprietario, sui quali avevano luogo gli usi civici (diritti di godimento che si concretano in varie forme: caccia, pascolo, legnatico, semina spettanti ai membri di una collettività su terreni di proprietà comunale molti dei quali risalgono al Medioevo). L'assegnazione si faceva a sorteggio, il concessionario ne diventava libero padrone ed era tenuto a corrispondere un reddito. In questo periodo il mercato dei beni immobili conobbe una grande mobilità, anche grazie alla soppressione degli ordini monastici che avevano l'obiettivo di ridistribuire gra parte della proprietà fondiaria per far nascere una borghesia forte e dinamica.
Nel 1814 il re di Napoli Giaocchino Murat istituì il "Corpo di ponti e strade" e ne dette la direzione a Pietro Colletta; questi provvide a ristrutturare ed ampliare i regi lagni; fu in seguito sostituito dal colonnello Piscicelli. Dal 1824 al 1852 il direttore fu Carlo Afan de Rivera.
Nel 1815 al catasto provvisorio di Grazzanise risultano di proprietà della Mensa Arcivescovile di Capua 1148 moggi (circa 49 km²) di terreno, con una rendita di 2535,26 ducati. Il catasto onciario era stato abolito nel 1806 ed era stato istituito nel 1809 il catasto provvisorio (catasto murattiano).
Nel 1818 il capoluogo della provincia di Terra di Lavoro (una delle 12 province del regno delle due Sicilie) fu spostato da Capua a Caserta.
Nel 1840 Carlo Afan de Rivera nel libro dei "Pesi delle misure" citò Grazzanise a proposito delle unità di misura in uso per i terreni, il vino e l'olio.

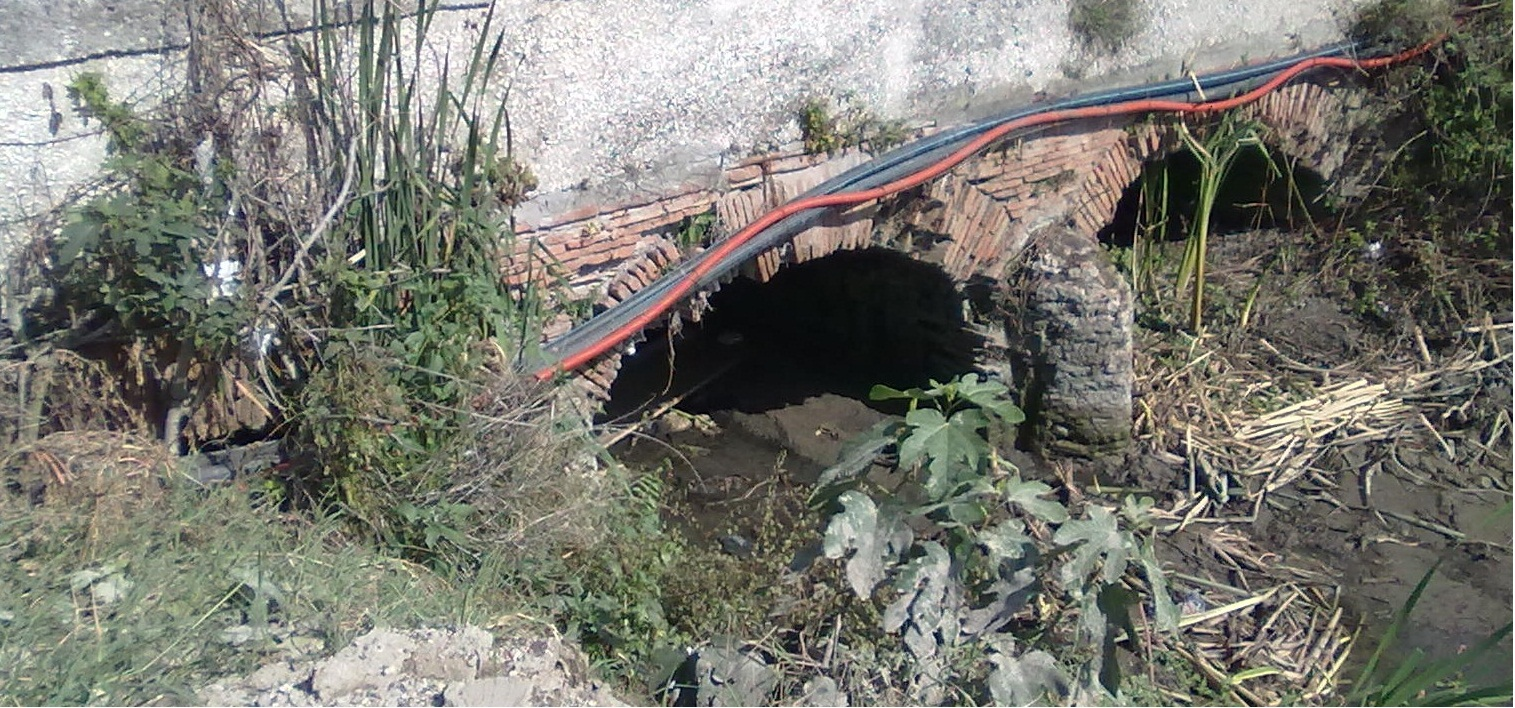
Ponte via cupa 1847

Nel 1846 una enciclopedia geografica cita Brezza: «casale del Regno delle Due Sicilie, ne' domini al di qua del Faro, prov. Terra di Lavoro, distr. di Caserta, cantone di Capua, comune di Grazzanise; con 160 abitanti».
Nel 1847, sotto la direzione di Afan De Rivera, il "Corpo di ponti e strade" progettò e realizzò la strada Capua-Santa Maria La Fossa-Grazzanise-Arnone-Castelvolturno (attuale SP 333). Si stabilì che, per colpa delle piogge e principalmente per le esondazione del Volturno, la strada doveva trovarsi sopra un argine elevato, con un canale a destra abbastanza ampio da ricevere le acque del Volturno e con dei canali trasversali per far defluire l'acqua nell'Apramo. Si realizzarono anche parecchi ponti per dare accesso alle tenute. Il costo stimato era di circa 250.000 ducati per materiali e 140.000 ducati per manodopera. Ecco perché a Grazzanise si continua a dire andiamo "sopra il ponte", retaggio antico di qualcosa che non c'è da parecchio tempo.
Il 15 maggio 1848 il prete Paolo Zito, allora trentaquattrenne, si trovò coinvolto nei Moti di Napoli (150 morti, varie centinaia di feriti e 600 arresti, fra entrambe le parti) proprio il giorno del colpo di mano di Ferdinando II. Zito fu arrestato per omicidio e rinchiuso nel carcere di Procida ma fu in seguito graziato su petizione al re inviata dal cardinale Giuseppe Cosenza (nell'arcivescovado di Capua c'era monsignore Angelo Abbate di Grazzanise).

### Il lungo 1860
Fra il 1854 e l'agosto 1860 fu sindaco Giovanni Nuzzi, di professione farmacista.
Nel gennaio 1860 l'esercito borbonico si era ricostituito a Capua, che fungeva anche da quartier generale, sotto il comando del maresciallo generale Giosuè Ritucci. Faceva parte dell'artiglieria borbonica il maggiore Antonio Florio, di Grazzanise, figlio di Giovanni Florio, professore al liceo di Capua. Dopo aver preso parte alla battaglia del Volturno e caduta Gaeta il 13 febbraio 1861, ritornò al paese.
Nel successivo agosto Paolo Zito, appartenente alla "Società Emancipatrice", fu contattato dai garibaldini, precisamente dalla costituenda "Legione del Matese" di Beniamino Caso, Giuseppe De Blasiis e Achille Del Giudice, finanziati dai piemontesi.
Fra l'agosto 1860 ed il 1866 fu sindaco Paolo Florio.
Il 6 settembre 1860 Francesco II lasciò Napoli, in nave, per Gaeta. Il 7 settembre successivo Paolo Zito, con la "Legione del Matese" (composta di 250 garibaldini, di cui 80 arruolati dall'ex prete), entrò in Piedimonte Matese, ma l'attacco fu respinto dai locali. Il 14 settembre truppe napoletane provennero da Grazzanise. Il 30 settembre truppe garibaldine tentarono di passare a Triflisco.
Il 1º ottobre l'esercito borbonico attaccò Santa Maria Capua Vetere (Battaglia del Volturno); la località coinvolta più vicina fu Carditello, occupata dai Garibaldini come sbarramento per Napoli. Il 2 ottobre ci fu l'ultimo combattimento a Caserta.

### Fin de siècle
Nel 1861 gli abitanti erano 3208.
Nel 1863 un tal Giuseppe Florio di Grazzanise risultò implicato come complice dei briganti Gallo e Raffaeluccio.

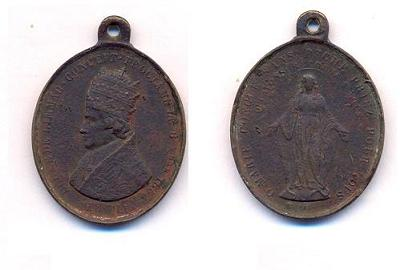
Medaglia Pio IX

Il 10 giugno 1863 Giuseppe Garibaldi scrisse una lettera di ringraziamento alla società dei coltivatori di Grazzanisi.
Nel 1864 la fuga di due famosi briganti borbonici si stava per arrestare in un casino (cascina) di proprietà del barone Ciccarelli, fra Grazzanise e Villa Literno, dove furono avvistati. Avuta la notizia che i fratelli La Gala (accusati di omicidio, rapina, estorsione, rapimento, furto, cannibalismo, tortura) stavano in questa cascina, si mosse da Capua una squadra di Carabinieri, mentre da Grazzanise partì la Guardia Nazionale, una milizia composta da abitanti di Grazzanise
Alla cascina arrivarono per primi i carabinieri e, dopo un breve conflitto a fuoco durante il quale morì un carabiniere, i ricercati riuscirono a scappare. In seguito furono catturati e processati a Santa Maria Capua Vetere; durante il processo risultò coinvolto per favoreggiamento personale anche il guardiano della cascina, Agostino Mennillo (o Mannillo), di Grazzanise, e furono uditi come testimoni Marcello Petrella, guardiano, Vincenzo Caianiello, 43 anni sacerdote, Giovanni Caianiello, 32 anni sacerdote; furono condannati a morte, ma la sentenza non fu eseguita.
Fra il 1866 ed il 1870 fu sindaco Luigi Longo.
Nel 1869 ci fu l'Anticoncilio di Napoli: si trattava di una riunione di massoni, associazioni operaie e liberi pensatori. Vi partecipava per Grazzanise un tale Antonio Raimondo.

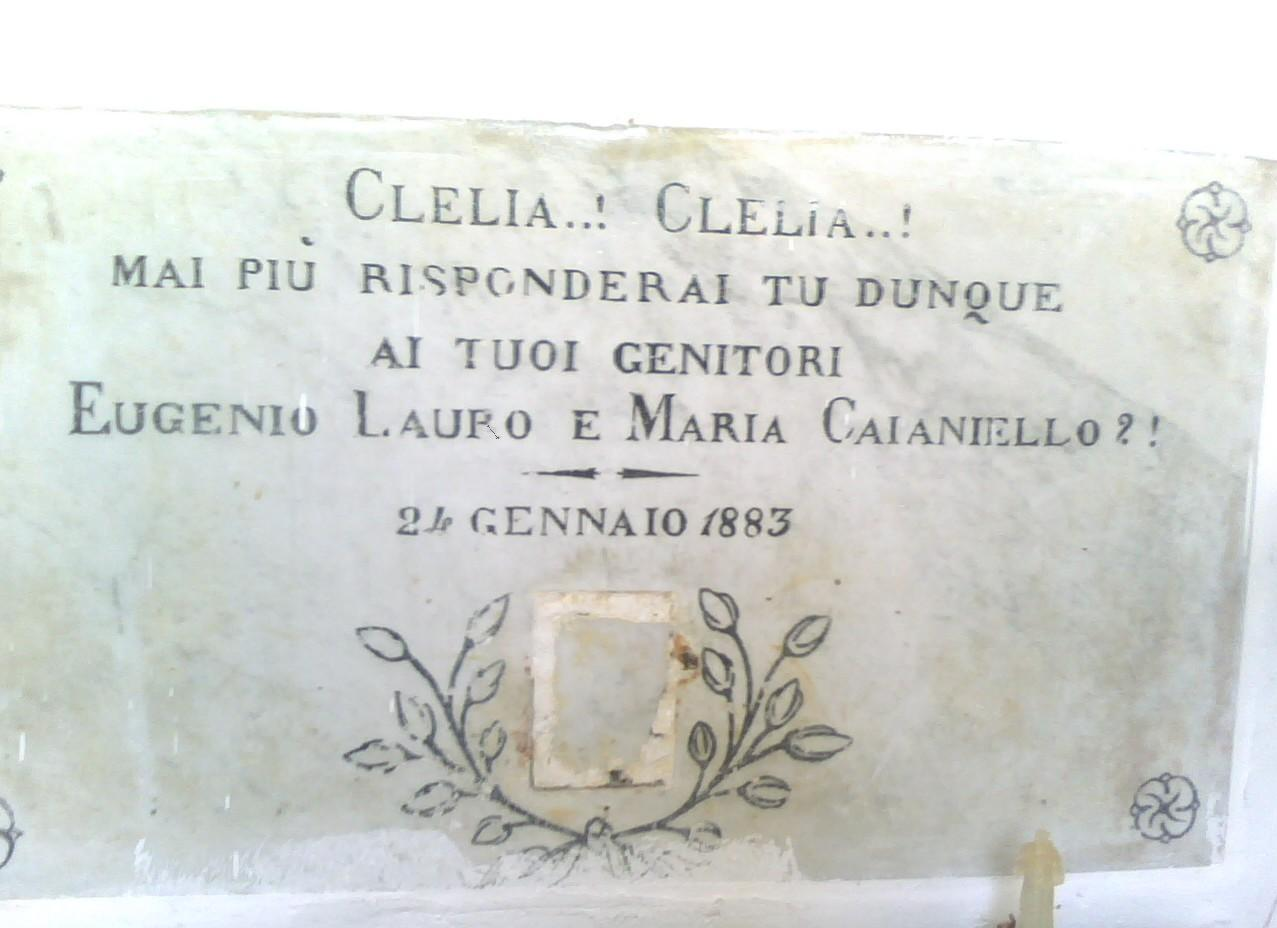
Lapide nella cappella del cimitero

Fra il 1870 e il 1876 il municipio fu retto dalla seconda amministrazione di Giovanni Nuzzi. A questa seguì la seconda amministrazione di Luigi Longo (1876-1884).
Nel dicembre 1878 si ebbe una piena del Volturno.
Con il 1881 fu nominato parroco della chiesa di S. Giovanni Battista Don Agostino Cantiello.
Nel 1884 fu sindaco Francesco Gravante. Il 21 marzo 1888 la popolazione di Grazzanise si ribellò a causa di nuove imposte municipali e furono arrestate, tra gli altri, parecchie donne.
Nel 1897 il consiglio comunale venne sciolto dal governo Rudinì perché "le varie amministrazioni che si sono avvicendate al potere in questi ultimi due anni, preoccupate delle gare locali a preferenza che del pubblico bene, hanno trascurato gli interessi del Comune e non hanno saputo, col loro contegno, mantenersi la fiducia del paese".
Due anni dopo, ne 1899, il Consiglio comunale venne risciolto dal governo Pelloux per irregolarità finanziare e amministrative e venne nominato commissario Iginio Mazzoni, poco dopo sostituito da Alfredo Esperson.

## XX secolo
Nel 1901 la popolazione era di 4635 abitanti e si riportava la presenza un ufficio postale e di una caserma dei Reali Carabinieri.
Nel 1905 Grazzanise venne colpito da un violento ciclone che distrusse gran parte delle abitazioni.
Nel 1907 fu stabilito il distacco della frazione Santa Maria la Fossa, che si costituì come comune autonomo con la legge 24 marzo 1907 n. 123. Anche il cimitero fu diviso, ma trovandosi in territorio di Santa Maria la Fossa, una parte del territorio comunale di Grazzanise divenne una enclave. In questi anni ci fu anche una forte emorragia di popolazione che emigrò verso gli Stati Uniti.
Nel 1909 morì il parroco della chiesa di S. Giovanni Battista, Don Raffaele Caianiello. Nei due anni successivi, 1910 e 1911, il paese fu percorso da un'epidemia di colera.
Nel 1909 e nel 1910 il deputato Enrico Buonanno richiese al Governo (prima a Facta, sottosegretario agli interni, e poi al suo successore) la ricostituzione della delegazione di pubblica sicurezza di Grazzanise soppressa in precedenza.
Nel 1911 il Consiglio comunale venne sciolto dal governo Luzzatti  per varie irregolarità tra le quali: eccessive spese per stampati, manutenzioni stradali affidate ai messi comunali, pagamenti avvenuti senza previe deliberazioni, assenza di ritenute sugli stipendi degli impiegati e l'aver permesso "che un vano a pianterreno della casa comunale fosse goduto senza contratto e senza corrispettivo alcuno".
Il 5 gennaio 1915 ci fu una piena del Volturno.

### Prima guerra mondiale
Fra il 23 maggio 1915 e il 3 novembre 1918, morirono nella prima guerra mondiale 66 grazzanisani, quasi tutti col grado di soldato.
Nel 1916, a Rhode Island (Usa), si costituì una "Società di Mutuo Soccorso Grazzanise", certificata dai Reali Carabinieri.
Nel 1919, dopo la guerra, numerosi abitanti morirono a causa dell'Influenza spagnola, portata dai reduci. I decessi erano in media da 10 a 15 persone al giorno su di una popolazione di 3 190 abitanti (1911).

### Ventennio fascista

Paul Conrath, comandante la Hermann Goering Division

Nel 1927 fu soppressa la provincia di Terra di Lavoro e il comune, insieme a parte del casertano, fu accorpato alla Provincia di Napoli fino al 1945. Fra il 1931 e il 1932 fu podestà Oreste Lauro.
Nel 1938 un giovane di nome Pasquale Di Nardo ricevette la Medaglia d'argento al valor civile per aver salvato un uomo e una donna caduti nel fiume per il rovesciarsi della loro imbarcazione. Il ragazzo li raggiunse e li riportò entrambi in salvo a nuoto. Altri insigniti furono un Parente Teofilo, balilla, per un'azione compiuta il 31 maggio 1935 e un Parente Bruno, studente, per una "azione coraggiosa" compiuta il 17 giugno 1927.
Fra il 1935 ed il 1939 si realizzarono gli argini del fiume, a difesa del paese.

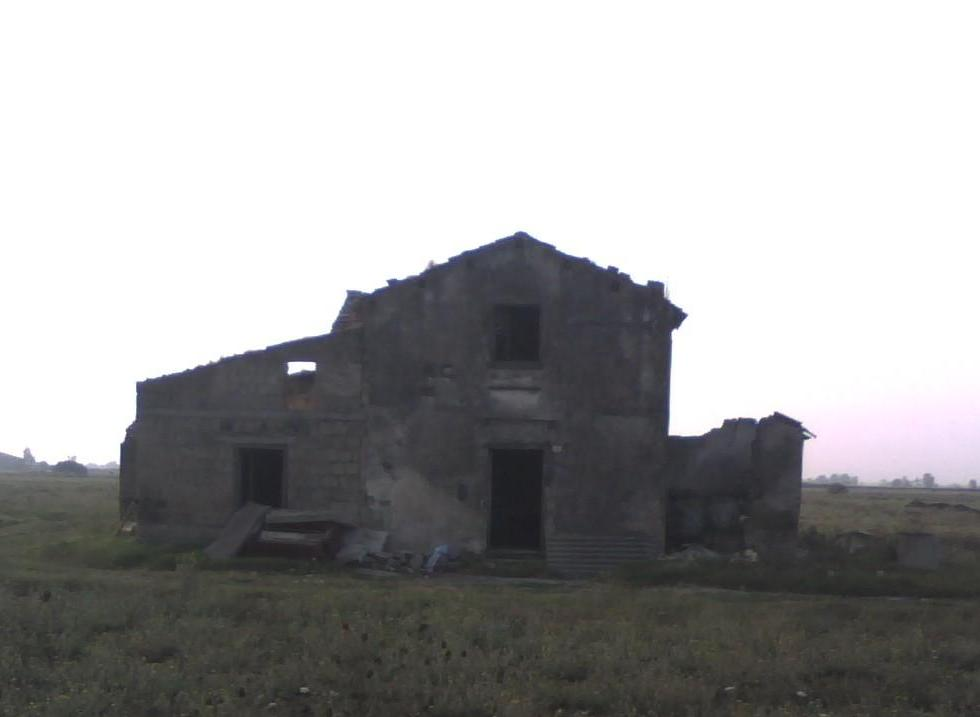
Podere O.N.C.

Durante il regime, dal 1922 al 1942, si realizzarono numerose opere pubbliche, ad esempio l'edificio delle scuole elementari di via Diaz, in stile razionalista,  i poderi dell'Opera Nazionale Combattenti, a nord e sud del paese, che spettavano ai reduci della grande guerra. Alcuni di questi vennero assegnati a coloni provenienti dal Veneto (a Brezza). Ogni podere era costituito, oltre che dall'unità abitativa familiare (che, singola o doppia, poteva variare anche nella tipologia), da 10,50 ettari (30 moggia locali) di terreno da coltivare. Inoltre vi era un pozzo e una stalla. Nel 1939 iniziarono i lavori per un nuovo insediamenti, il "Borgo Rurale Appio", tipico borgo di campagna di fondazione fascista.
In questi anni fu sindaco e poi podestà Enrico Lauro. Nell'ultimo periodo fu podestà Enrico Raimondo che si trovò a gestire il periodo più difficile e amaro della storia di Grazzanise.

Scafa sul Volturno
Pagelle scolastiche dell'Opera Nazionale Balilla
Argini
Scuole elementari

### Seconda guerra mondiale
Durante il conflitto l'aeroporto di Grazzanise ospitò un campo di volo militare; un giorno fra l'ottobre e il novembre del 1942, vi atterrarono dei Junker 52 tedeschi diretti in Tunisia. Col loro rifornimento prosciugarono le riserve di benzina e di conseguenza gli allievi ufficiali del corso "Zodiaco" dell'Aeronautica Militare dovettero aspettare molto prima di prendere il volo.
Nel settembre 1943 a Grazzanise fu di stanza la divisione dell'esercito italiano "Pasubio". Dal 9 settembre all'11 ottobre, subito dopo la proclamazione dell'armistizio di Cassibile, il paese subì l'occupazione da parte delle truppe naziste in ritirata da Salerno, il X Corpo d'armata tedesco, comandato dal generale Heinrich von Vietinghoff. Occupò Grazzanise e Capua la 1. Fallschirm-Panzer-Division Hermann Göring, comandata dal generale Paul Conrath e composta da 4 battaglioni di fanteria, un nucleo corazzato ed un vasto numero di cannoni motorizzati, oltre ad un'attrezzata contraerea. I tedeschi provvidero a disarmare la divisione italiana "Pasubio", e reclutarono uomini per completare il ponte sul Volturno; inoltre razziarono bestiame da portare via.
Con l'arrivo nel settore delle truppe britanniche, la divisione si spostò a Teano.
Il 12 agosto 1943 ci fu un bombardamento alleato del campo di atterraggio di Grazzanise, da aerei B-26, partiti dal nord Africa (NASAMF). Il 26 agosto ci fu un altro bombardamento alleato di Grazzanise A/F e sobborghi, da aerei B-17 con P-38 di scorta. Il 4 settembre ancora un bombardamento alleato, da aerei B-17, ma il cattivo tempo impedì stavolta di colpire l'obiettivo, che era nuovamente il campo di atterraggio. Il giorno successivo il bombardamento fu ripetuto da più di 200 aerei B-25 e B-26 (della Twelfth Air Force), che colpirono l'obiettivo e ripeterono anche il giorno dopo ancora.

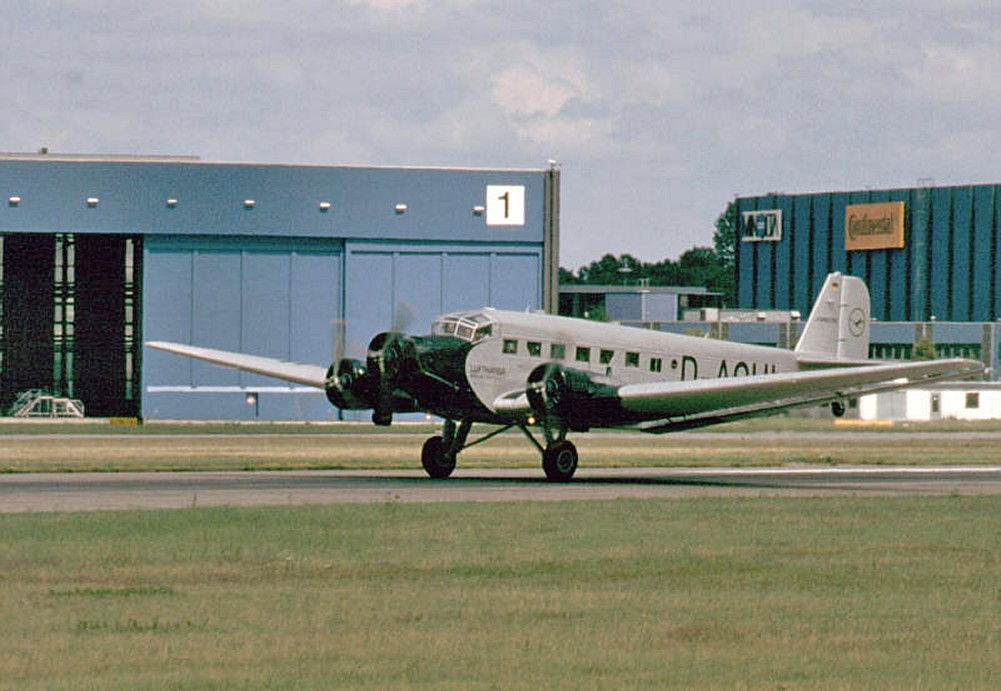
Junker 52
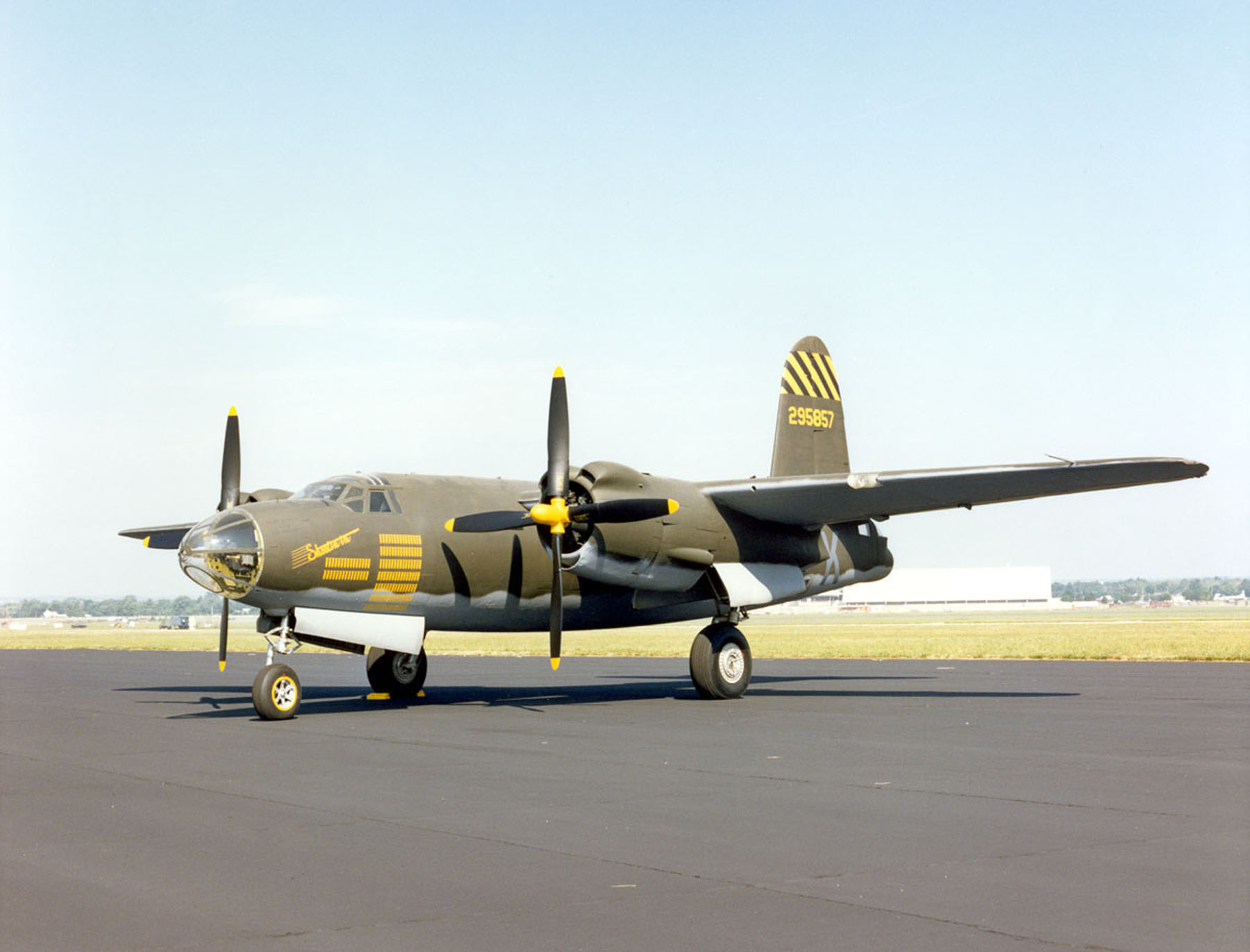
B-26
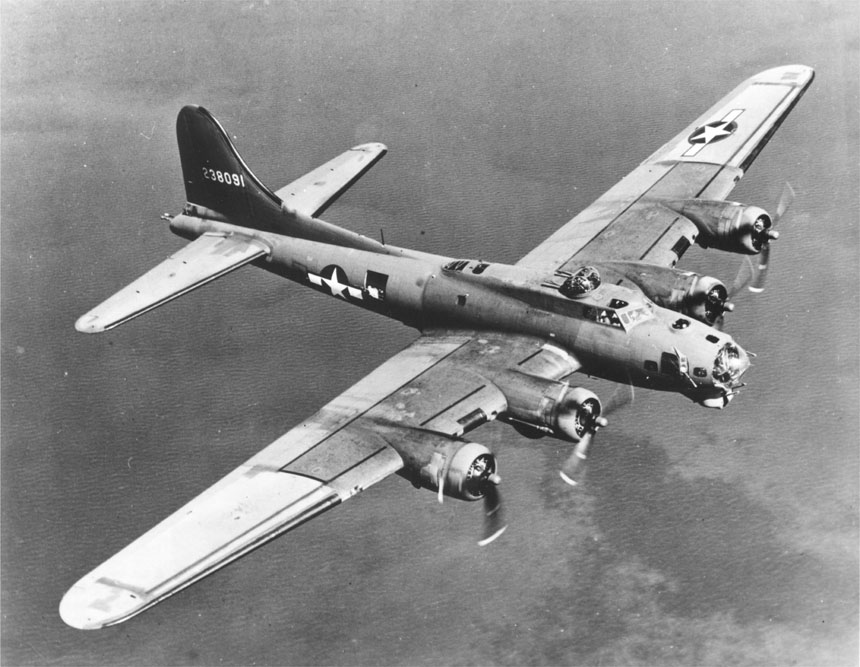
B-17
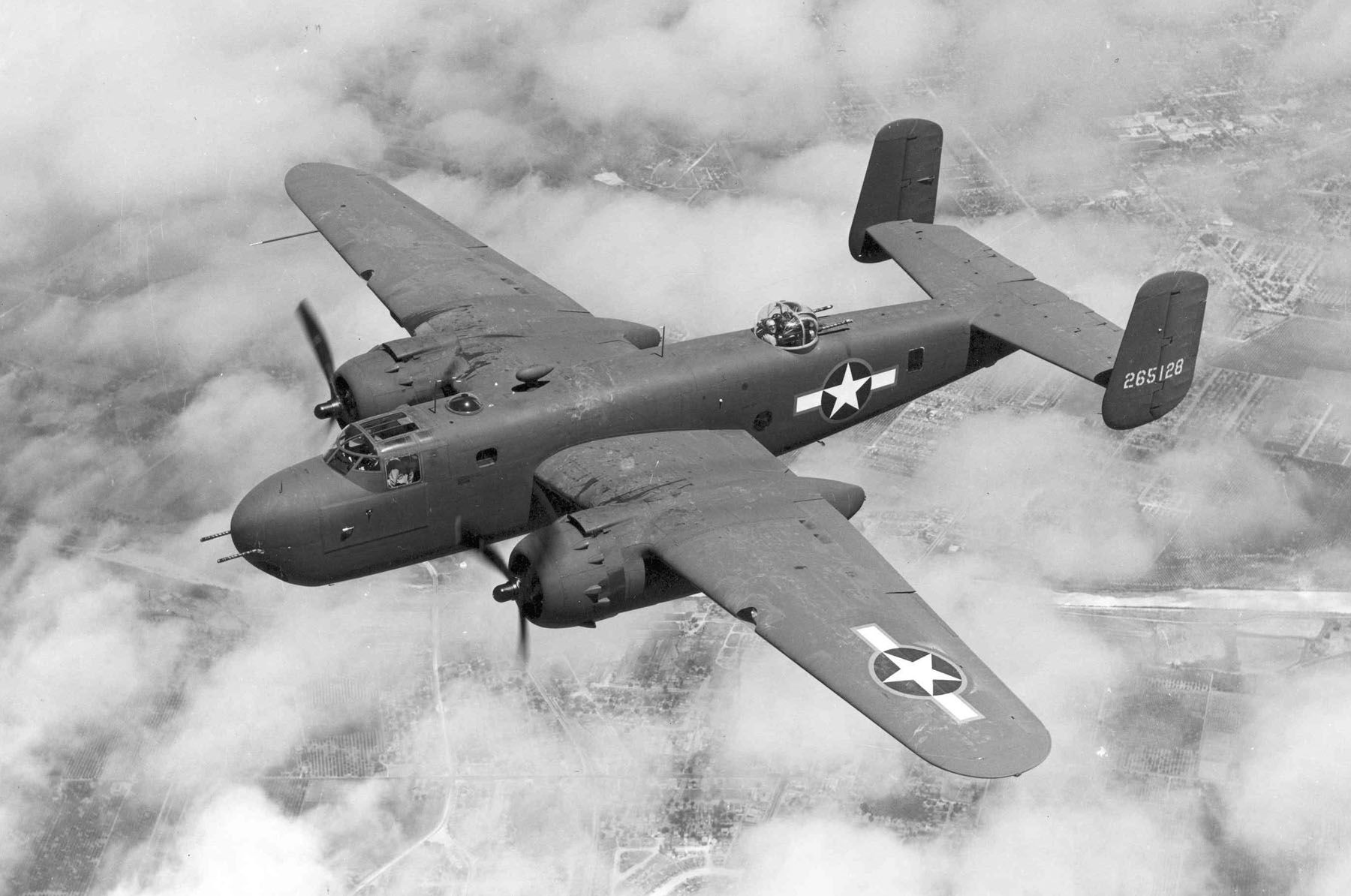
B-25

Fra il 30 settembre e il 1º ottobre notte, ci fu un nuovo bombardamento di Capua e Grazzanise da parte del 12º Stormo statunitense, dotato di B-26. I tedeschi risposero con la contraerea. Obiettivo degli alleati era stavolta colpire il ponte sul Volturno, oscurato di notte, ma colpirono il paese e l'azione provocò la morte di circa 100 persone civili, motivo per cui a Grazzanise è stata conferita la Medaglia di bronzo al valor civile.
Nel mese di ottobre i tedeschi minarono il ponte sul canale Fiumarella, che unisce il paese a Santa Maria la Fossa.
Il 6 ottobre truppe della 10ª Divisione britannica, aggregata alla Quinta armata USA, entrarono a Capua. Il 10 ottobre le truppe alleate non avevano ancora raggiunto al completo il Volturno in tutti i punti, a causa del maltempo. Il 12 le divisioni britanniche 46ª, 7ª corazzata e 56ª avanzarono rispettivamente lungo la costa tirrenica, presso Grazzanise e presso Capua. Lo stesso giorno truppe britanniche del 142º Reggimento da campo dell'artiglieria reale presero l'aeroporto militare di Grazzanise e iniziarono con l'artiglieria un fuoco di sbarramento serale, in preparazione per la traversata del Volturno da parte delle truppe del generale Mark Clark. L'artiglieria era montata sul rottame di un aereo tedesco, per ottenere più elevazione. Sempre il 12 ottobre, entrarono nel paese semidistrutto le truppe britanniche di fanteria del 7º Reggimento regina Stuart.
L'avanzata alleata fu la sola di quella fase di combattimenti, le forze tedesche infatti tenevano efficacemente sotto tiro tutti i possibili altri punti di passaggio, arrestando le truppe del generale Richard McCreery che dovevano ricongiungersi con quelle statunitensi del generale Mark Wayne Clark, in parte già sul Volturno.

L'occupazione di Grazzanise
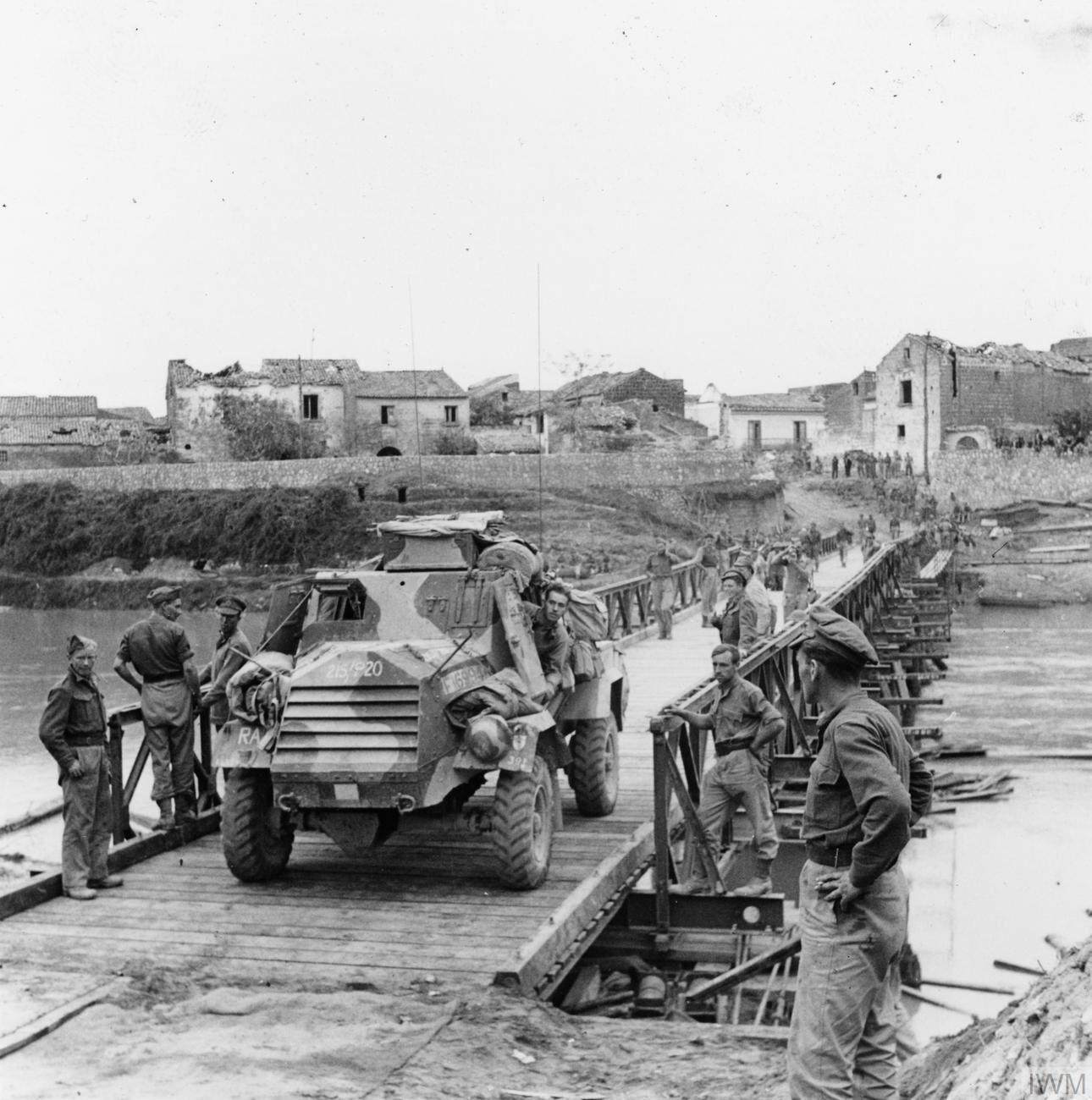
Mezzi da ricognizione escono da Grazzanise

Dal 14 al 16 ottobre gli alleati, per sostituire il ponte abbattuto, costruirono un ponte modulare bailey sul quale potevano passare anche i carri armati. Il 17, infatti, carri armati Sherman inglesi della 4º country of London Yeomanry guadarono il fiume Volturno. I tedeschi si arroccarono, indietreggiando sulla linea Gustav.
Il 28 settembre 1944 si riunirono alcune centinaia di piccoli proprietari terrieri per rivendicare le terre espropriate dall'Opera Nazionale Combattenti. Il giorno dopo le riebbero, ma in alcuni casi il fabbricato rimase occupato dal poderista, mentre il terreno ritornò in possesso del vecchio proprietario.

### Dopoguerra
Il referendum per la scelta della forma dello Stato, tenutosi il 2 giugno 1946, si chiuse nella provincia con un risultato del 75% per la monarchia e del 25% per la repubblica.
Nel 1954 trivellazione del suolo fino a metri 1201, a scopo esplorativo per la ricerca di idrocarburi, diedero esito "non produttivo". Sempre in quest'anno, il brezzano Biagio Mazzera si rese responsabile del duplice omicidio dei fratelli Flavio e Raffaele Abbate. Pochi mesi prima Mazzera aveva staccato una parte di orecchio a uno dei due fratelli Abbate.

Stemma del 9º Stormo, di stanza a Grazzanise

Il 7 dicembre 1961 il X Gruppo dell'aeronautica militare italiana si insediò nell'aeroporto militare del paese e divenne nel 1967 il IX Stormo caccia intercettori, dedicato a Francesco Baracca.
Dal 1952 al 1969 per 4 legislature di seguito fu sindaco Giovanni Gravante.
Il 16 dicembre 1968 si ebbe l'alluvione di Grazzanise: il Volturno esondò, la piena attraversò il paese superando gli argini senza e rompendo l'argine di sinistra subito dopo Grazzanise, prima di Cancello Arnone.
Nel 1970-1976 è stato sindaco Filippo Gravante, di professione insegnante: l'allora ministro dell'interno Cossiga sciolse il consiglio comunale poiché non approvò il bilancio di previsione per il 1976 malgrado i vari solleciti.
Nel 1977 nacque la prima radio libera di Grazzanise, la R.B.V. (Radio Basso Volturno). Due anni dopo, nel 1979, fu seguita da T.R.G. (Tele Radio Grazzanise).
L'aeroporto di Grazzanise fu marginalmente interessato dagli accadimenti legati alla cosiddetta strage di Ustica, avvenuta il 27 giugno 1980. Al locale aeroporto infatti venivano ufficialmente destinati, negli stessi momenti della disgrazia, alcuni aerei F-111 Aardvark (cacciabombardieri statunitensi supersonici) provenienti da Lakenheath o Lockerbie. Gli stessi aerei non giunsero mai a Grazzanise che peraltro non era attrezzata per farli atterrare. In più, da una conversazione registrata fra due controllori di volo, contenente riferimenti a un non precisato "popolo amico" che sarebbero venuti da Grazzanise (intesa come base militare), si è molto soffermata l'attenzione dei magistrati che hanno indagato sulla strage, senza però raccoglierne elementi utili.

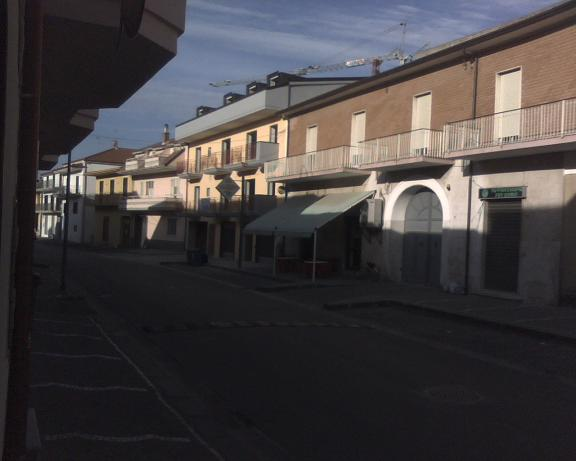
via Enrico Lauro

Nel 1981 il consiglio venne risciolto poiché non riuscì - nuovamente - ad approvare il bilancio.
Nel 1983 il sindaco socialista Giovanfranco Gravante, laureando in giurisprudenza di 27 anni, venne arrestato con due consiglieri. I mandati d'arresti spiccarono dopo la scoperta di un sistema di tangenti sugli appalti per le opere pubbliche di cui beneficiava il clan Bardellino, prima, e i cutoliani della banda Di Girolamo, poi.
Il 10 maggio 1984, alle 22:00, decollò dall'aeroporto militare una pattuglia di F-104.Scomposta 3 aerei in missione operativa, in direzione Formia. Alle 22:45 si persero i contatti con l'aereo del sottotenente Pasquale Pezzullo che nel frattempo era precipitato sul Monte Viola, nel territorio del comune di Itri.
Dal 1978 al 1981 fu sindaco Enrico Parente, rieletto nel 1983 e nel 1989 di professione insegnante. Nel 1990 gli subentrò Marcello Vaio, geometra, rieletto nel 1994 dal primo voto popolare.

### Fine millennio e scioglimenti dell'Amministrazione per camorra
In meno di dieci anni, il Consiglio comunale venne sciolto due volte per infiltrazioni camorristiche nell'amministrazione dell'Ente, nel 1992 e nel 1998.
Nel 1992 venne rilevato - si legge nella relazione del decreto di scioglimento - che il vicesindaco era stato indagato per associazione di tipo mafioso insieme a un esponente locale della camorra, che il sindaco avrebbe curato, in qualità di geometra, la casa del sopracitato esponente, che due consiglieri comunali si trovavano in condizioni di decadenza dalla carica (condizione non rilevata dal Consiglio) e che un altro consigliere era stato rimosso dalla carica per "persistenti violazioni della legge".
L'allegato del decreto di scioglimento del 1998 ancora riportava: «la rinnovata amministrazione comunale di Grazzanise non è stata in grado di recidere gli antichi legami con il locale clan camorristico [...]. L'effetto è una sostanziale continuità con la gestione della disciolta amministrazione comunale per collegamenti con la criminalità organizzata, immediatamente rilevabile già in base all'attuale composizione degli organi elettivi, che ricalca, con alcuni aggiustamentimenti, quella precedente».
Dal 24 marzo 1999, data di inizio della guerra del Cossovo, l'aeroporto di Grazzanise è utilizzato dalla NATO come base per F-16A, e C-130 Hercules.

## XXI secolo
Il 15 ottobre 2000 si suicidò il Consigliere comunale e segretario cittadino di AN Pino Bertone, di professione bidello. Nella lettera di addio ha dichiarato di togliersi la vita per problemi di usura.
Dal 2000 al 2010 è stato sindaco per due mandati il medico Enrico Parente, seguito dal figlio Pietro (entrambi della civica "la Svolta"), il cui mandato finì in anticipo nel 2012, a causa delle dimissioni dei Consiglieri di maggioranza.
Un anno dopo, il 7 marzo 2013, con l'Ente già commissariato in attesa delle elezioni anticipate, il Ministero dell'interno nomina una commissione straordinaria, la terza. Nell'allegato al decreto si legge: «[Le indagini] hanno visto coinvolto il capogruppo della maggioranza consiliare eletto nella tornata elettorale del 2010, che aveva già ricoperto per due mandati consecutivi, dal 2000 al 2010, la carica di sindaco. [...] il Prefetto di Caserta dà atto della sussistenza di concreti, univoci e rilevanti elementi su collegamenti diretti ed indiretti degli amministratori locali al tempo in carica con la criminalità organizzata di tipo mafioso e su forme di condizionamento degli stessi [...] la cornice criminale ed il contesto ambientale ove si colloca l'ente locale, con particolare riguardo ai rapporti tra gli amministratori e le locali cosche ed hanno evidenziato come l'uso distorto della cosa pubblica si sia concretizzato, nel tempo, nel favorire soggetti o imprese collegati direttamente od indirettamente ad ambienti malavitosi, per l'esistenza di una fitta ed intricata rete di parentele, affinita', amicizie e frequentazioni, che lega alcuni amministratori ad esponenti delle locali consorterie criminali od a soggetti ad esse contigui».
In particolare, l'ex sindaco Enrico Parente, secondo la Dda di Napoli, nel 2009 si recò a Innsbruck (Austria) per incontrare il boss Michele Zagaria, allora latitante.
Dopo il perido di "bonifica" dei commissari straordinari, nel 2015 venne eletto sindaco il medico Vito Gravante de "l'Unione", sfiduciato dal Consiglio nel 2019. Nel 2020 viene eletto Enrico Petrella di "Cento Passi".